# Dendrobium pachyanthum
Dendrobium pachyanthum är en orkidéart som beskrevs av Rudolf Schlechter. Dendrobium pachyanthum ingår i släktet Dendrobium, och familjen orkidéer. Inga underarter finns listade i Catalogue of Life.